# Wright Eclipse Fusion
Wright Eclipse Fusion — одноэтажный сочленённый автобус особо большой вместимости, выпускаемый производителем автобусов из Северной Ирландии Wrightbus с 1999 по 2005 год на шасси Volvo B7LA. Пришёл на смену автобусу Wright Fusion. Вытеснен с конвейера моделью Wright StreetCar. 

## История
Впервые автобус Wright Eclipse Fusion был представлен в 1999 году. В октябре 2001 года автобус проходил испытания в Лондоне, на 207 маршруте.
Всего было выпущено 88 экземпляров, из которых 67 эксплуатировалось в Великобритании. В Бате эксплуатировалось 20 автобусов, в Абердине — 9, в Глазго — 1. Остальные 21 эксплуатировались в Дублине.
Производство завершилось в 2005 году.